# Valeri Gromyko
Valeri Igoriévitch Gromyko (en russe : Валерий Игоревич Громыко) ou Valery Iharavitch Hramyka (en biélorusse : Валерый Ігаравіч Грамыка) est un footballeur international biélorusse né le 23 janvier 1997 à Minsk. Il évolue au poste de milieu de terrain au Torpedo Moscou.

## Biographie

### Carrière en club
Natif de Minsk, Valeri Gromyko est formé au sein de l'équipe locale du FK Minsk où il signe son premier contrat en 2015 et fait ses débuts professionnels en championnat le 11 mai face au Dinamo Minsk à l'âge de 18 ans avant d'inscrire son premier le 28 juin contre le Granit Mikachevitchy. Lors des années qui suivent, il est principalement utilisé comme un joueur de rotation rarement titularisé mais entrant souvent en cours de rencontre, cumulant ainsi 76 apparitions pour quatre buts marqués entre 2015 et 2017. Il dispute par ailleurs l'UEFA Youth League en fin d'année 2015 au sein de l'équipe de jeunes du club, marquant un but contre le Viitorul Constanța.
Gromyko quitte finalement Minsk en début d'année 2018 pour rejoindre le Chakhtior Salihorsk. Il y connaît cependant une adaptation difficile, ne disputant que neuf matchs de championnat lors de sa première saison et étant alors cantonné à l'équipe réserve. Plus utilisé lors des premiers mois de 2019, il prend notamment part au parcours du Chakhtior en coupe nationale et est titularisé lors de la finale victorieuse contre le FK Vitebsk, tandis qu'il inscrit quatre buts en dix matchs de championnat lors de la première partie de saison. Cependant, après avoir refusé de renouveler son contrat expirant en fin d'année, il est mis à l'écart de l'effectif premier pour le reste de la saison,.
Après l'expiration de son contrat, Gromyko rejoint l'équipe russe de l'Arsenal Toula en début d'année 2020. Après avoir joué une vingtaine de matchs sous ces couleurs en un an et demi, il est prêté au BATE Borisov à la fin du mois de juin 2021.

### Carrière internationale
Régulièrement appelé au sein des sélections de jeunes de la Biélorussie, Valeri Gromyko intègre pour la première fois la sélection A au mois de juin 2019 sous les ordres d'Igor Kriouchenko et connaît sa première sélection le 6 juin lors d'un match de qualification pour l'Euro 2020 contre l'Allemagne.

## Statistiques
| Saison                | Club                  | Championnat           | Championnat | Championnat | Coupe(s) nationale(s) | Coupe(s) nationale(s) | Compétition(s) continentale(s) | Compétition(s) continentale(s) | Compétition(s) continentale(s) | Total | Total |
| Saison                | Club                  | Division              | M.          | B.          | M.                    | B.                    | Comp.                          | M.                             | B.                             | M.    | B.    |
| 2015                  | FK Minsk              | D1                    | 19          | 1           | 2                     | 0                     | -                              | -                              | -                              | 21    | 1     |
| 2016                  | FK Minsk              | D1                    | 24          | 0           | 5                     | 0                     | -                              | -                              | -                              | 29    | 0     |
| 2017                  | FK Minsk              | D1                    | 23          | 3           | 3                     | 0                     | -                              | -                              | -                              | 26    | 3     |
| Sous-total            | Sous-total            | Sous-total            | 66          | 4           | 10                    | 0                     | -                              | -                              | -                              | 76    | 4     |
| 2018                  | Chakhtior Salihorsk   | D1                    | 9           | 0           | 1                     | 1                     | -                              | -                              | -                              | 10    | 1     |
| 2019                  | Chakhtior Salihorsk   | D1                    | 10          | 4           | 6                     | 0                     | C3                             | 3                              | 0                              | 19    | 4     |
| 2019-2020             | Arsenal Toula         | D1                    | 3           | 0           | -                     | -                     | -                              | -                              | -                              | 3     | 0     |
| 2020-2021             | Arsenal Toula         | D1                    | 16          | 0           | -                     | -                     | -                              | -                              | -                              | 16    | 0     |
| 2021                  | BATE Borisov (prêt)   | D1                    | 8           | 2           | -                     | -                     | -                              | -                              | -                              | 8     | 2     |
| 2022                  | BATE Borisov          | D1                    | 8           | 0           | 6                     | 0                     | -                              | -                              | -                              | 14    | 0     |
| Sous-total            | Sous-total            | Sous-total            | 54          | 6           | 13                    | 1                     | -                              | 3                              | 0                              | 70    | 7     |
| Total sur la carrière | Total sur la carrière | Total sur la carrière | 120         | 10          | 23                    | 1                     | -                              | 3                              | 0                              | 146   | 11    |

## Palmarès
Chakhtior Salihorsk
- Vainqueur de la Coupe de Biélorussie en 2019.